# Sylvain Beuf
Sylvain Beuf (Parijs, 6 april 1964) is een Franse jazzsaxofonist, -componist en -arrangeur.

## Biografie
Beuf volgde eerst een klassieke opleiding aan de École nationale de Musique d'Orsay (waar hij in 1984 een gouden medaille behaalde in saxofoon en kamermuziek), studeerde daarna jazz aan de CIM School of Jazz in Parijs, waar hij afstudeerde als een CA in jazz. In 1987 begon hij te werken als professioneel muzikant. Hij speelde o.a. met de Gérard Badini Big Band (Mr. Swing meets Claude Debussy, 1991, Mantra), Aldo Romano, Martial Solal, Daniel Humair, het André Ceccarelli Quartet, de groep Océan en René Urtreger. In 1993 nam hij zijn eerste plaat Impro Primo op met Bojan Z. In 1997 speelde hij in het Ocean Quartet met Isabelle Olivier, Benoît Dunoyer de Segonzac en Antoine Banville. Beuf speelt regelmatig met zijn trio en kwintet (waaronder Manuel Rocheman) op Franse en niet-Europese festivals en heeft ook verschillende albums uitgebracht met zijn bands (waaronder Soul Notes, 2001 bij Naïve). In 2001 realiseerde hij met een trio en vocaal kwintet de productie Octovoice in het culturele centrum van Athis-Mons, die hij in 2004 als album uitbracht (op het Naïve label, met Emmanuel Bex en Louis Moutin). Dit werd in 2002 gevolgd door L'approche tellurique voor jazzsextet en in 2003 door Vocalys voor vocaal ensemble en orkest. In 2004 realiseerde hij zijn werk Paris-Kiev Express in Kiev, gevolgd door het album Mondes Parallèles in 2007.
Hij speelt alt-, sopraan- en tenorsaxofoon, fluit en klarinet. Beuf geeft les aan CIM, het Conservatorium van het 9e arrondissement van Parijs, waar hij een bigband leidt in Lisieux en masterclasses geeft.

## Discografie
- 1991: Parcours, Quintet des frères Moutin (Blue Line) - met Louis en François Moutin, Marianne en Simon Spang-Hanssen.
- 1993:  Impro Primo (RDC Records) - Sylvain Beuf Quartet met Bojan Z, Christophe Wallemme en Stéphane Huchard
- 1999: La danse des internotes (RDC Records) - Sylvain Beuf Quintet met Manuel Rocheman, Christophe François Verly en Jean-Pierre Arnaud
- 2001:  Soul Notes (Naïve) - Sylvain Beuf Quintet en Manuel Rocheman, Christophe Wallemme, François Verly en Laurent Robin
- 2001: Sylvain Beuf Trio (Naïve) met Diégo Imbert en Franck Agulhon
- 2004: Octovoice (Naïve) met E Bex, L Moutin, Th Peala, L Saltiel, L Littardi, V Puesh, B Jacquot.
- 2004: Trio Expérience (RCD) met F. Agulhon en D. Imbert
- 2007: Mondes parallèles met Franck Agulhon, Damien Argentieri, André Ceccarelli, Frédéric Delestré, Diego Imbert, Denis Leloup, Laura Littardi, Michel Perez, Jérôme Regard
- 2010: Joy (Such Prod/Harmonia Mundi) met Franck Agulhon, Diego Imbert, Pierrick Pedron, Denis Leloup en Jean-Yves Jung, live at Jazz Club de Dunkerque.
- 2012:  Electric Excentric (Such Prod/Harmonia Mundi) met Manu Codjia, Philippe Bussonnet, Julien Charlet, Alex Tassel, Nicolas Folmer, Thomas Guei en Thomas Beuf
- 2015: Plénitud (Impro Primo Records/Socadisc) met Manu Codjia, Philippe Bussonnet, Julien Charlet en Laurent Coulondre.